# Agew
Les Agew (ou Agau ou Agäw ou Agaou) sont les locuteurs de langues agew, anciennement majoritaires sur une partie des hautes terres de l'actuelle Éthiopie du nord, en particulier dans la région Amhara et autour du lac Tana.
Les langues Agew ne sont aujourd'hui plus parlées que par de petits groupes. De nombreux locuteurs ont adopté l'amharique ou dans une moindre mesure le tigrinya, en leur donnant des caractéristiques couchitiques. Ces langues appartiennent en effet au groupe des langues couchitiques, elles-mêmes cousines des langues sémitiques au sein du groupe des langues afro-asiatiques.
Les Agew sont cités avec certitude pour la première fois dans une inscription du IVe siècle du roi axoumite Ezana. Ils ont dominé une série de petites principautés ou royaumes en dehors du contrôle impérial éthiopien, et ce jusqu'au XVIIe siècle. Les locuteurs des langues agew n'ont cependant jamais connu d'unité religieuse ou politique.

## Religion
Certains locuteurs de langues agew pratiquent un monothéisme particulier centré sur l'Ancien Testament, qui a donné les actuels Beta Israel ou Falashas. Ils ont cessé de parler agew entre le XIXe et le XXe siècle selon les régions. Cependant, « une langue agew, le quarennia était encore parlé par [...] les 2 000 Beta Israel très isolés de la région de Qwara [...], de même que par leurs voisins, également d'origine agew» lors de leur émigration vers Israël en 1992. Elle est aujourd'hui en voie d'être remplacée par l'hébreu.
Beaucoup sont chrétiens.
D'autres enfin pratiquent d'autres religions ou des syncrétismes vétéro-testamentaire, comme les Kamantes.

## Principaux sous-groupes

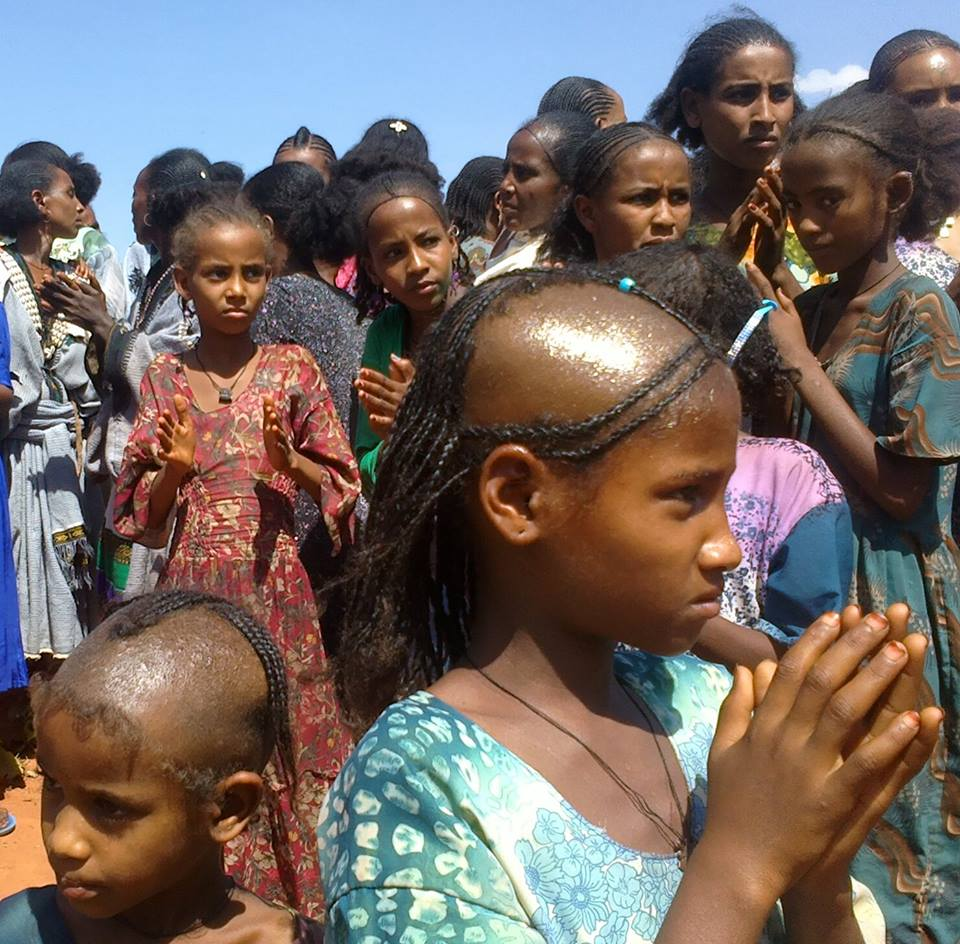
Enfants agew dans la zone de Wag Hemra

Les locuteurs de l'agew du Nord sont connus comme les Bilen, autour de Keren, en Érythrée.
Les locuteurs de l'agew de l'Ouest sont connus comme les Kimants (également Qemant ou Kamante) autour de Gondar.
Les locuteurs de l'agew de l'Est sont connus comme les Kamir, autour de Sokota.
Les locuteurs de l'agew du Sud sont connus comme les Awngi, autour de Dangila.